# ياماموتو كينكيتشي
ياماموتو كينكيتشي (باليابانية: 山本健吉؛ بالكانا: やまもと けんきち) هو كاتب ياباني، ولد في 26 أبريل 1907 في فوكوكا في اليابان، وتوفي في 7 مايو 1988.